# USA:s Grand Prix 1977
USA:s Grand Prix 1977 eller USA:s Grand Prix East 1977 var det femtonde av 17 lopp ingående i formel 1-VM 1977. 

## Resultat
1. James Hunt, McLaren-Ford, 9 poäng
2. Mario Andretti, Lotus-Ford, 6
3. Jody Scheckter, Wolf-Ford, 4
4. Niki Lauda, Ferrari, 3
5. Clay Regazzoni, Ensign-Ford, 2
6. Carlos Reutemann, Ferrari, 1
7. Jacques Laffite, Ligier-Matra
8. Rupert Keegan, Hesketh-Ford
9. Jean-Pierre Jarier, Shadow-Ford
10. Brett Lunger, BS Fabrications (McLaren-Ford)
11. Hans Binder, Surtees-Ford
12. John Watson, Brabham-Alfa Romeo
13. Emerson Fittipaldi, Fittipaldi-Ford
14. Patrick Depailler, Tyrrell-Ford
15. Alex Ribeiro, March-Ford
16. Ronnie Peterson, Tyrrell-Ford
17. Ian Ashley, Hesketh-Ford
18. Patrick Nève, Williams (March-Ford)
19. Vittorio Brambilla, Surtees-Ford

### Förare som bröt loppet
- Jean-Pierre Jabouille, Renault (varv 30, generator)
- Gunnar Nilsson, Lotus-Ford (17, olycka)
- Hans-Joachim Stuck, Brabham-Alfa Romeo (14, olycka)
- Ian Scheckter, March-Ford (10, olycka)
- Jochen Mass, McLaren-Ford (8, bränslepump)
- Danny Ongais, Interscope Racing (Penske-Ford) (6, olycka)
- Alan Jones, Shadow-Ford (3, olycka)

### Förare som ej kvalificerade sig
- Patrick Tambay, Theodore (Ensign-Ford)